# Mimilambrus wileyi
Mimilambrus wileyi är en kräftdjursart som beskrevs av Williams 1979. Mimilambrus wileyi ingår i släktet Mimilambrus och familjen Parthenopidae. Inga underarter finns listade i Catalogue of Life.